# آمازون ایو
آمازون ایو (به انگلیسی: Amazon Eve) (متولد ۲۳ فوریهٔ ۱۹۷۹) مدل و هنرپیشه آمریکایی است.
او یک زن ترنس است.